# О’Конор Кунко-и-Фали, Хьюго
Уго или Хью О’Конор (Хьюго О’Конор Кунко-и-Фали) (исп. Hugo O'Conor Cunco y Fali ; 1732, Дублин — 8 марта 1779, Мерида, Юкатан) — испанский военный и политик, военный губернатор Испанского Техаса (1767—1770) и губернатор и генерал-капитан Юкатана (1778—1779).
Он был назначен губернатором Техаса испанским вице-королем Новой Испании в 1767 году. Записано, что О’Конор проехал верхом более 10 000 миль (16 000 км) при исполнении своих обязанностей. Апачи называли О’Конора «Красным капитаном» как за цвет его волос, так и за выдающееся военное лидерство.
О’Конор был отцом-основателем города Тусон, штат Аризона, санкционировав строительство военного форта в этом месте в 1775 году. Затем он был произведен в бригадные генералы и назначен губернатором полуострова Юкатан с 1778 по 1779 год.

## Биография
О’Конор родился в 1732 году в Дублине, Ирландия, в гэльско-ирландской аристократической семье О’Конор. Он был потомком Тойрделбаха Уа Конхобайра, короля Коннахта и верховного короля Ирландии. Из-за уголовных законов, которые ограничивали политические, религиозные и коммерческие права ирландских католиков, О’Конор покинул свою родину и переехал в Испанию, где его двоюродные братья Александр (Алехандро) и Доминик О’Рейли служили офицерами в испанской королевской армии. Он поселился в Арагоне.
В юности он вступил в Арагонский добровольческий полк, со временем получив звание майора. Во время службы в армии его отправили на Кубу и в Мехико. В колониях он отличился своими способностями военного стратега и был назначен капитаном Северной территории, чтобы осуществлять господство в регионе.
Он отправился в Техас, чтобы расследовать спор вокруг Пресидио Сан-Агустин-де-Аумада между губернатором Анхелем де Мартос-и-Наваррете и Рафаэлем Мартинесом Пачеко (будущим губернатором Техаса). Именно в это время он получил звание генерального инспектора Provincias Internas (генеральный инспектор внутренних провинций). Позже, в 1767 году, он был назначен губернатором Техаса вместо Мартоса-и-Наваррете. Когда он вступил в должность, он обнаружил, что один из ее крупных городов, Сан-Антонио, разрушен частыми нападениями нескольких индейских племен. Поэтому новый губернатор разместил в Лос-Адаэсе гарнизон для защиты города.
В 1771 году он стал командующим границей провинции Чиуауа, а 20 января 1773 года был назначен комендантом-инспектором президиумов при канцелярии Коронеля. Он и губернатор Хуан Мария Висенсио де Рипперда отклонили петицию Антонио Хиля И’Барбо о том, чтобы поселенцы могли вернуться в свои первоначальные дома. Чтобы усилить защиту провинций Новая Бискайя, Коауилы, Соноры в Мексике, он решил изгнать апачей из этого региона, ведя войны против этих народов в 1775 и 1776 годах. Многие апачи погибли на войне. Выжившие апачи бежали в более западные районы. В 1777 году он тяжело заболел и был отправлен на полуостров Юкатан, с титулом губернатора и бригадного генерала мексиканской провинции, что было меньшим обвинением по сравнению с тем, что он обычно занимал. Он умер 8 марта 1779 года в Кинта-де-Мирафлорес, Мерида, Юкатан.